# Progress M-12M
Progress M-12M – bezzałogowa misja zaopatrzeniowa do Międzynarodowej Stacji Kosmicznej (ISS) z wykorzystaniem rakiety nośnej Sojuz-U. Jej start 24 sierpnia 2011 r. zakończył się niepowodzeniem. Lot przebiegał prawidłowo do 325 sekundy, wtedy górny stopień rakiety przestał pracować. Statek nie wszedł na orbitę i spadł, prawdopodobnie spalając się w atmosferze. 
Według informacji komisji powypadkowej, prawdopodobną przyczyną katastrofy była awaria generatora gazu. Misja pojazdu została powtórzona przez pojazd Progress M-13M wystrzelony w październiku 2011.